# Variabile Delta Scuti

Posizione delle variabili nel diagramma Hertzsprung-Russell.

Una variabile Delta Scuti è un tipo di stella variabile che cambia la propria luminosità a causa di pulsazioni della sua superficie, sia radiali che non radiali. Le variazioni di luminosità sono semi-regolari con variazioni di magnitudine tipicamente comprese tra 0,003 a 0,9 nel corso di alcune ore, anche se l'ampiezza e il periodo delle variazioni può cambiare parecchio. Le stelle di questo tipo sono in genere giganti o di sequenza principale di tipo spettrale da A0 a F6.
Le variabili Delta Scuti sono generalmente stelle di popolazione I ma sono state scoperte variabili di questo tipo anche stelle di popolazione II, chiamate in questo caso stelle SX-Phoenicis, una sottocategoria delle Delta Scuti che comprende vecchie stelle solitamente presenti negli ammassi globulari e in galassie povere di metalli. Nonostante siano state tra le prime stelle pulsanti a essere scoperte, il loro studio è rimasto storicamente difficoltoso, soprattutto per la stima delle loro masse e luminosità. Sono stelle che ruotano molto rapidamente su se stesse, le classiche Delta Scuti possono mostrare decine di oscillazioni multiperiodiche, inoltre non è ancora ben chiara la convezione che avviene in queste stelle: generalmente esse possiedono nuclei convettivi che possono talvolta apportare idrogeno alle zone radiative circostanti, tuttavia anche in superficie sono presenti in modo irregolare altre zone convettive poco profonde; questo rende difficoltoso anche lo studio evolutivo perché il trasporto di idrogeno dal nucleo alla zona radiativa tende ad allungare la vita della stella in sequenza principale.
Nel diagramma H-R si situano nel punto dove la striscia di instabilità incrocia la sequenza principale.
Il prototipo di questo tipo di variabile è δ Scuti, che mostra fluttuazioni di luminosità tra le magnitudini apparenti +4,6 e +4,79. Le più luminose Delta Scuti viste da Terra sono Vega, Altair e Denebola.

## Principali variabili Delta Scuti
Nella lista sotto le stelle variabili Delta Scuti in ordine di luminosità, fino al prototipo Delta Scuti.
| Nome tradizionale | Nomenclatura di Bayer  | Tipo spettrale | Magnitudine apparente massima | Ampiezza variazione (magnitudine) | Periodo (giorni) |
| ----------------- | ---------------------- | -------------- | ----------------------------- | --------------------------------- | ---------------- |
| Vega              | Alfa Lyrae             | A0 V           | -0,02                         | 0,07                              | 0,19             |
| Altair            | Alfa Aquilae           | A7 V           | 0,77                          | 0,004                             | 0,0634           |
| Denebola          | Beta Leonis            | A7 V           | 2,13                          | 0,025                             | 0,08             |
| Caph              | Beta Cassiopeiae       | F2 III-IV      | 2,25                          | 0,06                              | 0,1043           |
| Alderamin         | Alfa Cephei            | A8 Vn          | 2,46                          | 0,0002                            | 0,0498           |
|                   | Rho Puppis             | F6 IIp         | 2,68                          | 0,19                              | 0,14088          |
| Seginus           | Gamma Bootis           | A7 III         | 3,02                          | 0,05                              | 0,2903           |
| Pherkad           | Gamma Ursae Minoris    | A2 III         | 3,04                          | 0,05                              | 0,1430           |
|                   | Theta2 Tauri           | A7 III         | 3,35                          | 0,07                              | 0,0756           |
|                   | Tau Cygni              | F0 IV          | 3,65                          | 0,10                              | -                |
|                   | Upsilon Ursae Majoris  | F2 IV          | 3,68                          | 0,18                              | 0,1327           |
|                   | Beta Pictoris          | A6 V           | 3,80                          | 0,60                              | 0,0026           |
|                   | Gamma Coronae Borealis | A0 V           | 3,8                           | 0,06                              | 0,03             |
|                   | Rho1 Sagittarii        | F0 IV-V        | 3,9                           | 0,04                              | 0,05             |
|                   | Omicron1 Eridani       | F2 II-III      | 4,00                          | 0,05                              | 0,0815           |
| Phicares          | Epsilon Cephei         | F0 IV          | 4,15                          | 0,06                              | 0,0412           |
|                   | Delta Serpentis        | F0 IV          | 4,23                          | 0,04                              | 0,134            |
|                   | Upsilon Tauri          | A8 Vn          | 4,28                          | 0,03                              | 0,1484           |
|                   | Delta Delphini         | A7 V           | 4,38                          | 0,11                              | -                |
|                   | 2 Lyncis               | A2 V           | 4,44                          | 0,03                              | -                |
|                   | κ2 Bootis              | A7 IV          | 4,50                          | 0,08                              | 0,07624          |
|                   | Tau Pegasi             | A5 IV          | 4,60                          | 0,02                              | 0,0543           |
|                   | Delta Scuti            | F3 IIIp        | 4,6                           | 0,19                              | 0,19377          |

Fonte: Sito dell'AAVSO)
1. ↑  Anche variabile binaria a eclisse
2. ↑  Componente di sistema binario.
3. ↑  Prototipo variabili δ Scuti